# Schweizer Cup (Fussball, Männer) 2018/19
Der 94. Schweizer Cup (Helvetia Schweizer Cup) wurde in den Jahren 2018 und 2019 ausgetragen.

## Modus
Es wurden sechs Runden (1/32-, 1/16-, 1/8-, 1/4- und 1/2-Final, Final) gespielt.
Zehn Vereine aus der Super League und neun Mannschaften der Challenge League waren direkt für den Schweizer Cup qualifiziert. Zudem hatten sich in Vorqualifikationen und Regionalausscheidungen 44 Vereine aus der Promotion League, 1. Liga, 2. Liga interregional und aus Amateurligen qualifiziert. Der letzte Platz ging an den Suva-Fairplay-Trophy-Sieger.
Mannschaften aus dem Fürstentum Liechtenstein sind nicht teilnahmeberechtigt, da die Liechtensteiner Clubs zwar am Schweizer Meisterschaftsbetrieb teilnehmen, aber im eigenständigen Liechtensteiner Cup starten. Dies betraf auch den Challenge-League-Club FC Vaduz. Sein Platz ging an die Erste Liga (Promotion League und 1. Liga). Zudem sind die U-21-Mannschaften aus der Promotion League nicht spielberechtigt, genauso wie sämtliche weiteren Reserve-Teams. Wenn ein Reserve-Team eine Regionalausscheidung gewonnen hat, bekommt die erste Mannschaft den Startplatz im Schweizer Cup zugesprochen, es sei denn, die erste Mannschaft sei schon für den Wettbewerb qualifiziert. Wenn dies der Fall ist, erhält der Finalgegner der Regionalausscheidung den Startplatz.
Der Schweizer Cup wird im K.-o.-System ausgetragen. In der Regel wird jede Runde innert zwei Tagen ausgetragen. Die unterklassigen Mannschaften geniessen bis und mit 3. Runde (Achtelfinals) das Heimrecht. 
- 1. Runde (18. und 19. August 2018): 64 Teams, die Sieger waren für die 2. Runde qualifiziert.
- 2. Runde (15. und 16. September 2018): 32 Teams, die Sieger waren für die Achtelfinals qualifiziert.
- Achtelfinals (31. Oktober und 1. November 2018): 16 Teams, die Sieger waren für die Viertelfinals qualifiziert.
- Viertelfinals (27. und 28. Februar 2019): 8 Teams, die Sieger waren für die Halbfinals qualifiziert.
- Halbfinals (23. und 25. April 2019): 4 Teams, die Sieger qualifizierten sich für den Final.
- Final (19. Mai 2019) im Stade de Suisse in Bern: Der Sieger gewann den 94. Schweizer Cup.

Der Cupsieger erhielt das Startrecht in der Gruppenphase zur UEFA Europa League 2019/20. Wäre der Cupsieger bereits über die Super League für die UEFA Champions League oder deren Qualifikationsrunden qualifiziert gewesen, so wäre der Dritte der Super-League-Abschlusstabelle von der Qualifikation in die Gruppenphase gerückt und hätte der Fünfte als zusätzlicher Teilnehmer den freien Platz in der Qualifikation erhalten.

## Teilnehmende Mannschaften
Am Schweizer Cup nahmen insgesamt 64 Mannschaften teil.
| Raiffeisen Super League die 10 Vereine der Saison 2018/19 | Brack.ch Challenge League 9 Vereine der Saison 2018/19 | Promotion League 9 Vereine der Saison 2018/19 | 1. Liga 10 Vereine der Saison 2018/19 | 2. Liga interregional 12 Vereine der Saison 2018/19 | tiefere Spielklassen 14 Vereine der Saison 2018/19 |
| FC Basel (BS) Grasshopper Zürich (ZH) FC Lugano (TI) FC Luzern (LU) Neuchâtel Xamax FCS (NE) FC Sion (VS) FC St. Gallen (SG) FC Thun (BE) BSC Young Boys (BE) FC Zürich (ZH) | FC Aarau (AG) FC Chiasso (TI) Servette FC Genève (GE) SC Kriens (LU) FC Lausanne-Sport (VD) FC Rapperswil-Jona (SG) FC Schaffhausen (SH) FC Wil (SG) FC Winterthur (ZH) | FC Bavois (VD) AC Bellinzona (TI) FC Breitenrain (BE) SC Cham (ZG) FC Köniz (BE) Stade Nyonnais (VD) FC Wohlen (AG) SC YF Juventus (ZH) Yverdon-Sport FC (VD) | FC Biel-Bienne (BE) SC Buochs (NW) FC Echallens (VD) SC Goldau (SZ) FC Kosova (ZH) FC Azzurri LS 90 (VD) FC Meyrin (GE) FC Solothurn (SO) Zug 94 (ZG) FC Red Star Zürich (ZH) | FC Amriswil (TG) FC Dietikon (ZH) FC Frauenfeld (TG) FC Freienbach (SZ) FC Moutier (BE) FC Muri (AG) FC Novazzano (TI) FC Portalban/Gletterens (FR) FC Ueberstorf (FR) FC Uzwil (SG) FC Veyrier Sports (GE) FC Willisau (LU) | 2. Liga regional Concordia Basel (BS) FC Bellach (SO) FC Bramois (VS) FC Fleurier (NE) FC Gland (VD) FC Greifensee (ZH) FC Klingnau (AG) AC Malcantone (TI) FC Montlingen (SG) FC Nidau (BE) 3. Liga FC Grand-Saconnex (GE) FC Langnau (BE) FC Meilen (ZH) 4. Liga FC Erde * (VS) |

## 1. Runde
In der ersten Runde können die Mannschaften aus der Super League und der Challenge League nicht aufeinandertreffen. Die Mannschaft aus der niedrigeren Liga erhält den Heimvorteil, bei zwei Mannschaften aus der gleichen Liga bekommt ihn die erstgezogene. Die Spielpaarungen der 1. Runde wurden am Freitag, 29. Juni 2018, im Stade de Suisse ausgelost.
| Datum                      |                                  | Ergebnis             |                              |
| -------------------------- | -------------------------------- | -------------------- | ---------------------------- |
| 18. August 2018, 14:30 Uhr | FC Willisau (2. Int)             | 1:3 (0:2)            | FC Breitenrain (PL)          |
| 18. August 2018, 16:00 Uhr | Zug 94 (1.)                      | 1:2 (0:2)            | FC Red Star Zürich (1.)      |
| 18. August 2018, 16:00 Uhr | FC Frauenfeld (2. Int)           | 0:5 (0:0)            | FC Rapperswil-Jona (ChL)     |
| 18. August 2018, 16:00 Uhr | FC Solothurn (1.)                | 0:2 (0:1)            | Stade Nyonnais (ChL)         |
| 18. August 2018, 16:30 Uhr | FC Amriswil (2. Int.)            | 1:2 n. V. (1:1, 0:1) | FC Aarau (ChL)               |
| 18. August 2018, 17:00 Uhr | SC Goldau (1.)                   | 1:3 (0:0)            | FC Bavois (PL)               |
| 18. August 2018, 17:00 Uhr | AC Malcantone (3.)               | 0:2 (0:2)            | FC Moutier (2. Int)          |
| 18. August 2018, 17:00 Uhr | FC Veyrier Sports (2. Int)       | 1:5 (1:4)            | FC Thun (SL)                 |
| 18. August 2018, 17:30 Uhr | AC Bellinzona (PL)               | 4:0 (3:0)            | SC YF Juventus (PL)          |
| 18. August 2018, 17:30 Uhr | FC Bellach (2.)                  | 0:7 (0:3)            | FC Chiasso (ChL)             |
| 18. August 2018, 17:30 Uhr | FC Uzwil (2. Int)                | 0:3 (0:1)            | FC Wil 1900 (ChL)            |
| 18. August 2018, 18:00 Uhr | AS Novazzano (2. Int)            | 0:4 (0:1)            | FC Echallens Région (1.)     |
| 18. August 2018, 18:00 Uhr | FC Erde (4.)                     | 1:5 (0:3)            | FC Azzurri LS 90 (1.)        |
| 18. August 2018, 18:00 Uhr | FC Kosova (1.)                   | 0:4 (0:2)            | FC Lausanne-Sport (ChL)      |
| 18. August 2018, 18:00 Uhr | Concordia Basel (2. Int)         | 0:6 (0:4) 1          | FC Zürich (SL)               |
| 18. August 2018, 18:00 Uhr | FC Greifensee (2.)               | 0:3 (0:2)            | FC Winterthur (ChL)          |
| 18. August 2018, 18:00 Uhr | FC Langnau (3.)                  | 0:6 (0:3)            | SC Kriens (ChL)              |
| 18. August 2018, 18:00 Uhr | FC Meyrin (1.)                   | 1:6 (1:2)            | SC Cham (PL)                 |
| 18. August 2018, 18:00 Uhr | FC Meilen (3.)                   | 0:6 (0:2)            | Servette FC Genève (ChL)     |
| 18. August 2018, 18:15 Uhr | FC Montlingen (2.)               | 0:3 (0:1)            | FC Basel (SL)                |
| 18. August 2018, 18:30 Uhr | FC Grand-Saconnex (2.)           | 3:5 n. V. (3:3, 1:0) | FC Muri (2. Int)             |
| 18. August 2018, 19:00 Uhr | FC Portalban/Gletterens (2. Int) | 3:4 n. V. (2:2, 0:1) | FC Wohlen (PL)               |
| 18. August 2018, 19:00 Uhr | FC Köniz (PL)                    | 0:3 (0:1)            | FC Sion (SL)                 |
| 18. August 2018, 19:30 Uhr | FC Biel/Bienne (1.)              | 2:3 n. V. (2:2, 0:1) | BSC Young Boys (SL)          |
| 19. August 2018, 14:00 Uhr | SC Buochs (1.)                   | 0:2 (0:1)            | Grasshopper Club Zürich (SL) |
| 19. August 2018, 14:30 Uhr | FC Freienbach (2. Int.)          | 0:5 (0:3)            | FC Schaffhausen (ChL)        |
| 19. August 2018, 15:00 Uhr | FC Ueberstorf (2. Int)           | 0:6 (0:2)            | FC St. Gallen (SL)           |
| 19. August 2018, 15:00 Uhr | FC Dietikon (2. Int.)            | 0:4 (0:2)            | FC Lugano (SL)               |
| 19. August 2018, 15:00 Uhr | FC Gland (2.)                    | 1:9 (0:4)            | FC Luzern (SL)               |
| 19. August 2018, 15:30 Uhr | FC Klingnau (2.)                 | 7:0 (2:0)            | FC Bramois (2.)              |
| 19. August 2018, 15:30 Uhr | FC Fleurier (2.)                 | 3:1 (1:0)            | FC Nidau (2.)                |
| 19. August 2018, 16:00 Uhr | Yverdon-Sport FC (PL)            | 0:1 (0:0)            | Neuchâtel Xamax FCS (SL)     |

## 2. Runde
In der zweiten Runde können die Mannschaften aus der Super League nicht aufeinandertreffen. Die Mannschaft aus der niedrigeren Liga erhält den Heimvorteil, bei zwei Mannschaften aus der gleichen Liga bekommt ihn die erstgezogene. Die Spielpaarungen der 2. Runde wurden am 19. August 2018 in der Sendung Schweizer Cup – Goool auf SRF zwei durch Fabian Wüst, den Captain des FC Montlingen, ausgelost.
| Datum                         |                          | Ergebnis                         |                              |
| ----------------------------- | ------------------------ | -------------------------------- | ---------------------------- |
| 14. September 2018, 20:00 Uhr | FC Bavois (PL)           | 2:3 n. V.                        | FC Rapperswil-Jona (ChL)     |
| 15. September 2018, 16:00 Uhr | FC Echallens Région (1.) | 2:7 (0:0)                        | FC Basel (SL)                |
| 15. September 2018, 16:00 Uhr | FC Red Star Zürich (1.)  | 1:0 (1:0)                        | SC Cham (PL)                 |
| 15. September 2018, 17:30 Uhr | Servette FC Genève (ChL) | 3:3 n. V. (2:2, 2:1) (4:5 i. E.) | FC Luzern (SL)               |
| 15. September 2018, 17:30 Uhr | FC Wohlen (PL)           | 0:1 (0:1)                        | FC Wil 1900 (ChL)            |
| 15. September 2018, 17:30 Uhr | AC Bellinzona (PL)       | 1:2 (0:1)                        | FC Winterthur (ChL)          |
| 15. September 2018, 19:00 Uhr | FC Breitenrain (PL)      | 2:4 (0:3)                        | FC Zürich (SL)               |
| 15. September 2018, 19:00 Uhr | FC Schaffhausen (ChL)    | 2:3 n. V. (2:2, 0:0)             | BSC Young Boys (SL)          |
| 15. September 2018, 19:30 Uhr | FC Azzurri LS 90 (1.)    | 0:1 (0:1)                        | FC Lugano (SL)               |
| 16. September 2018, 14:00 Uhr | FC Moutier (2. Int.)     | 1:3 (1:2)                        | FC Thun (SL)                 |
| 16. September 2018, 15:00 Uhr | Stade Nyonnais (PL)      | 3:1 (1:1)                        | Grasshopper Club Zürich (SL) |
| 16. September 2018, 15:30 Uhr | FC Aarau (ChL)           | 1:2 (1:2)                        | Neuchâtel Xamax FCS (SL)     |
| 16. September 2018. 15:30 Uhr | FC Fleurier (2.)         | 1:4 (1:1)                        | SC Kriens (ChL)              |
| 16. September 2018, 15:30 Uhr | FC Klingnau (2.)         | 0:2 n. V.                        | FC Chiasso (ChL)             |
| 16. September 2018, 16:00 Uhr | FC Muri (2. Int.)        | 0:7 (0:5)                        | FC St. Gallen (SL)           |
| 16. September 2018, 16:00 Uhr | FC Lausanne-Sport (ChL)  | 0:1 (0:1)                        | FC Sion (SL)                 |

## Achtelfinal
Im Achtelfinal werden die Partien ohne Bedingungen gezogen, d. h. jede Mannschaft kann auf jede andere Mannschaft treffen. Die Mannschaft aus der niedrigeren Liga erhält das Heimrecht, bei zwei Mannschaften aus der gleichen Liga bekommt es die erstgezogene. Die Spielpaarungen wurden am 16. September 2018 in der Sendung Schweizer Cup – Goool auf SRF zwei durch Michel Renggli ausgelost.
| Datum                       |                          | Ergebnis                         |                          |
| --------------------------- | ------------------------ | -------------------------------- | ------------------------ |
| 31. Oktober 2018, 19:30 Uhr | Stade Nyonnais (PL)      | 0:1 (0:0)                        | BSC Young Boys (SL)      |
| 31. Oktober 2018, 20:00 Uhr | FC Wil 1900 (ChL)        | 1:1 n. V. (1:1, 0:0) (3:5 i. E.) | FC Thun (SL)             |
| 31. Oktober 2018, 20:00 Uhr | FC Winterthur (ChL)      | 0:1 (0:0)                        | FC Basel (SL)            |
| 31. Oktober 2018, 20:00 Uhr | FC Red Star Zürich (1.)  | 2:3 (1:3)                        | FC Zürich (SL)           |
| 31. Oktober 2018, 20:30 Uhr | FC Lugano (SL)           | 3:1 n. V. (1:1, 0:0)             | Neuchâtel Xamax FCS (SL) |
| 1. November 2018, 19:30 Uhr | FC Rapperswil-Jona (ChL) | 1:4 (0:1)                        | SC Kriens (ChL)          |
| 1. November 2018, 19:30 Uhr | FC Chiasso (ChL)         | 0:2 (0:0)                        | FC Luzern (SL)           |
| 1. November 2018, 20:15 Uhr | FC St. Gallen (SL)       | 1:2 n. V. (1:1, 0:0)             | FC Sion (SL)             |

## Viertelfinal
Auch im Viertelfinal werden die Partien ohne Bedingungen gezogen, d. h. jede Mannschaft kann auf jede andere Mannschaft treffen. Heimrecht hat im Viertel- und Halbfinal die erstgezogene Mannschaft.
| Datum                       |                | Ergebnis             |                     |
| --------------------------- | -------------- | -------------------- | ------------------- |
| 27. Februar 2019, 19:30 Uhr | FC Sion (SL)   | 2:4 n. V. (2:2, 0:0) | FC Basel (SL)       |
| 28. Februar 2019, 19:30 Uhr | FC Thun (SL)   | 3:2 (1:1)            | FC Lugano (SL)      |
| 28. Februar 2019, 20:00 Uhr | FC Zürich (SL) | 2:1 (1:1)            | SC Kriens (ChL)     |
| 6. März 2019, 18.00 Uhr     | FC Luzern (SL) | 4:0 (1:0)            | BSC Young Boys (SL) |

## Halbfinal
Die Spielpaarungen wurden am 28. Februar 2019 in der Sendung Schweizer Cup – Goool auf SRF zwei durch Benjamin Huggel ausgelost.
| Datum                     |                | Ergebnis  |               |
| ------------------------- | -------------- | --------- | ------------- |
| 23. April 2019, 20:15 Uhr | FC Luzern (SL) | 0:1 (0:0) | FC Thun (SL)  |
| 25. April 2019, 20:15 Uhr | FC Zürich (SL) | 1:3 (0:1) | FC Basel (SL) |

## Final
Der Final fand am Sonntag, 19. Mai 2019, im Stade de Suisse in Bern statt.
| Paarung        | FC Basel – FC Thun |
| Ergebnis       | 2:1 (1:0) |
| Datum          | 19. Mai 2019 um 14:00 Uhr |
| Stadion        | Stade de Suisse, Bern |
| Zuschauer      | 20'500 |
| Schiedsrichter | Fedayi San |
| Tore           | 1:0 Albian Ajeti (23.) 2:0 Fabian Frei (77.) 2:1 Dejan Sorgić (81.) |
| FC Basel       | Jonas Omlin – Taulant Xhaka, Marek Suchý, Carlos Zambrano, Blás Riveros – Éder Balanta, Fabian Frei (91. Ricky van Wolfswinkel) – Valentin Stocker (67. Kevin Bua), Luca Zuffi (72. Zdravko Kuzmanović), Noah Okafor – Albian Ajeti Cheftrainer: Marcel Koller         |
| FC Thun        | Guillaume Faivre – Sven Joss, Roy Gelmi, Nicola Sutter (26. Grégory Karlen), Chris Kablan – Kenan Fatkič – Matteo Tosetti (79. Dennis Salanović), Moreno Costanzo, Basil Stillhart, Marvin Spielmann (79. Dominik Schwizer) – Dejan Sorgić Cheftrainer: Marc Schneider |